# Muhsin Al-Ramli
Muhsin Al-Ramli, född 1967 i Irak, är en författare och poet bosatt i Spanien sedan 1995  som skriver på arabiska och spanska. 
Muhsin Al-Ramli doktorerade i spanska vid Universidad Autónoma de Madrid 2003, med avhandlingen spår av islamisk kultur i arbetet i Don Quijote. 

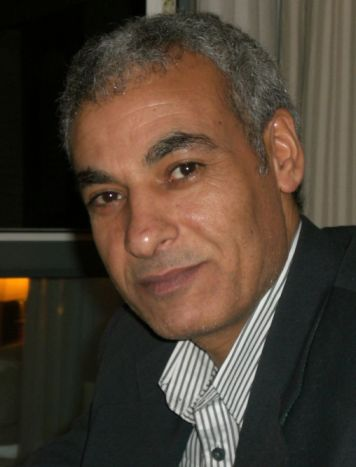
Muhsin Al-Ramli محسن الرملي